# Live at the Brixton Academy
Live at the Brixton Academy är Faith No Mores enda officiella livealbum, släppt den 4 februari 1991. Livelåtarna (1–8) spelades in på Brixton Academy i London den 28 april 1990. Albumet innehåller även två spår inspelade i studio. Konserten gavs också ut som video 1990, och som DVD 2006, med titeln You Fat Bastards – Faith No More, Live at the Brixton Academy. Fjärde spåret, War Pigs, är en Black Sabbath-cover.

## Låtlista
1. Falling to Pieces
2. The Real Thing
3. Epic
4. War Pigs
5. From Out of Nowhere
6. We Care a Lot
7. Zombie Eaters
8. Edge of the World
9. The Grade
10. The Cowboy Song

## Medverkande
- Mike Patton – sång
- Jim Martin	– gitarr
- Billy Gould – elbas
- Roddy Bottum – keyboard
- Mike Bordin – trummor